# Liste des monuments historiques de Zoersel
Cette page regroupe l'ensemble des monuments classés de la ville belge de Zoersel.
| Objet                                                  | Statut du classement? | Année de construction/architecte | Section communale       | Adresse             | Coordonnées                      | Numéro d'inventaire | Illustration                                      |
| ------------------------------------------------------ | --------------------- | -------------------------------- | ----------------------- | ------------------- | -------------------------------- | ------------------- | ------------------------------------------------- |
| (nl) "Bieshoeve" nu "'t Schildershuizeken"             |                       |                                  | Zoersel                 | Bieshoeve 3         | 51° 16′ 37″ nord, 4° 42′ 46″ est | 14613               | Téléverser                                        |
| (nl) "Boshuisje", hoeve                                | Oui                   |                                  | Zoersel                 | Boshuisweg 1        | 51° 14′ 39″ nord, 4° 40′ 34″ est | 14614               | Téléverser                                        |
| (nl) Woonstalhuis                                      |                       |                                  | Zoersel                 | Doelen 35           | 51° 16′ 22″ nord, 4° 42′ 39″ est | 14617               | Téléverser                                        |
| (nl) Dorpswoningen                                     |                       |                                  | Zoersel                 | Dorp 18             | 51° 16′ 05″ nord, 4° 42′ 47″ est | 14618               | Téléverser                                        |
| (nl) Dorpswoningen                                     |                       |                                  | Zoersel                 | Dorp 20             | 51° 16′ 05″ nord, 4° 42′ 47″ est | 14618               | Téléverser                                        |
| (nl) Hoeve                                             |                       |                                  | Zoersel                 | Einhoven 8          | 51° 15′ 10″ nord, 4° 43′ 32″ est | 14621               | Téléverser                                        |
| (nl) Hoeve                                             |                       |                                  | Zoersel                 | Einhoven 36         | 51° 15′ 22″ nord, 4° 43′ 46″ est | 14623               | Téléverser                                        |
| (nl) Kapel Onze-Lieve-Vrouw Altijddurende Bijstand     |                       |                                  | Zoersel                 | Einhovensebaan      | 51° 14′ 59″ nord, 4° 43′ 22″ est | 14624               | Téléverser                                        |
| (nl) "Ruitershoeve"                                    | Oui                   |                                  | Zoersel                 | Jagersdreef 3       | 51° 15′ 35″ nord, 4° 42′ 06″ est | 14626               | Téléverser                                        |
| (nl) "Trapke op" of "het Oude Hof", woning             | Oui                   |                                  | Zoersel                 | Jagersdreef 5       | 51° 15′ 31″ nord, 4° 42′ 07″ est | 14627               | Téléverser                                        |
| (nl) Hoeve                                             | Oui                   |                                  | Zoersel                 | Jagersdreef 7       | 51° 15′ 31″ nord, 4° 42′ 09″ est | 14628               | Téléverser                                        |
| (nl) Parochiekerk Heilige-Elisabeth van Hongarije      | Oui                   |                                  | Zoersel                 | Kerkstraat 1        | 51° 16′ 02″ nord, 4° 42′ 43″ est | 14629               | (nl) Parochiekerk Heilige-Elisabeth van Hongarije |
| (nl) Woonstalhuis                                      |                       |                                  | Zoersel                 | Kerkstraat 2        | 51° 16′ 03″ nord, 4° 42′ 42″ est | 14630               | Téléverser                                        |
| (nl) Hoevetjes                                         |                       |                                  | Zoersel                 | Kerkstraat 33       |                                  | 14632               | Téléverser                                        |
| (nl) Hoevetjes                                         |                       |                                  | Zoersel                 | Kerkstraat 39       |                                  | 14632               | Téléverser                                        |
| (nl) Pastorie                                          | Oui                   |                                  | Zoersel                 | Kerkstraat 38       | 51° 16′ 05″ nord, 4° 42′ 32″ est | 14633               | Téléverser                                        |
| (nl) Dorpswoningen                                     |                       |                                  | Zoersel                 | Kerkstraat 47       |                                  | 14634               | Téléverser                                        |
| (nl) Dorpswoningen                                     |                       |                                  | Zoersel                 | Kerkstraat 49       |                                  | 14634               | Téléverser                                        |
| (nl) Dorpswoningen                                     |                       |                                  | Zoersel                 | Kerkstraat 51       |                                  | 14634               | Téléverser                                        |
| (nl) Dorpswoningen                                     |                       |                                  | Zoersel                 | Kerkstraat 53       |                                  | 14634               | Téléverser                                        |
| (nl) "Kempenhoeve"                                     |                       |                                  | Zoersel                 | Kievitheide 61      | 51° 16′ 49″ nord, 4° 42′ 52″ est | 14635               | Téléverser                                        |
| (nl) Geboortehuis Mathias Joostens, hoeve              |                       |                                  | Zoersel                 | Kluisbaan 1         | 51° 15′ 14″ nord, 4° 43′ 41″ est | 14636               | Téléverser                                        |
| (nl) Sint-Jozefkapel                                   |                       |                                  | Zoersel                 | Krekelenberg        | 51° 16′ 08″ nord, 4° 42′ 22″ est | 14637               | Téléverser                                        |
| (nl) "Herberg de Ster", dorpswoning                    |                       |                                  | Zoersel                 | Oostmallebaan 11    | 51° 16′ 16″ nord, 4° 42′ 50″ est | 14639               | Téléverser                                        |
| (nl) Eertijds "Herberg in 't moleken", woonstalhuis    |                       |                                  | Zoersel                 | Oostmallebaan 44    | 51° 16′ 24″ nord, 4° 42′ 56″ est | 14640               | Téléverser                                        |
| (nl) "Schriekhuis", hoeve                              |                       |                                  | Zoersel                 | St. Antoniusbaan 21 | 51° 16′ 09″ nord, 4° 41′ 14″ est | 14641               | Téléverser                                        |
| (nl) "Nieuwe Pelikaan", woonstalhuis                   |                       |                                  | Zoersel                 | Voorne 70           | 51° 16′ 10″ nord, 4° 41′ 55″ est | 14644               | Téléverser                                        |
| (nl) "Voorste hoeve" of "Kleine hoeve van Hooidonk"    | Oui                   |                                  | Zoersel                 | Voorste Hoeven 12   | 51° 15′ 45″ nord, 4° 42′ 29″ est | 14645               | Téléverser                                        |
| (nl) "Voorste hoeve" of "Kleine hoeve van Hooidonk"    | Oui                   |                                  | Zoersel                 | Voorste Hoeven 16   | 51° 15′ 43″ nord, 4° 42′ 28″ est | 14646               | Téléverser                                        |
| (nl) "Molenhuis", hoeve                                |                       |                                  | Zoersel                 | Westmallebaan 62    | 51° 16′ 30″ nord, 4° 42′ 43″ est | 14647               | Téléverser                                        |
| (nl) Hoeve 1906                                        |                       |                                  | Zoersel                 | Zandstraat 48       | 51° 15′ 53″ nord, 4° 42′ 42″ est | 14648               | Téléverser                                        |
| (nl) "Groot Boshuis" of "Boshof" nu "Villa Zoerselbos" | Oui                   |                                  | Zoersel                 | Zoerselbosdreef 47  | 51° 15′ 12″ nord, 4° 41′ 40″ est | 14649               | Téléverser                                        |
| (nl) "Groot Boshuis" of "Boshof" nu "Villa Zoerselbos" | Oui                   |                                  | Zoersel                 | Zoerselbosdreef 49  | 51° 15′ 12″ nord, 4° 41′ 40″ est | 14649               | Téléverser                                        |
| (nl) Hoevetje                                          | Oui                   |                                  | Zoersel                 | Zoerselbosdreef 53  | 51° 15′ 09″ nord, 4° 41′ 40″ est | 14650               | Téléverser                                        |
| (nl) "Zoerselhof", laat 18de-eeuws kasteel             | Oui                   |                                  | Zoersel                 | Zoerselhofdreef 40  | 51° 15′ 32″ nord, 4° 42′ 02″ est | 14651               | Téléverser                                        |
| (nl) Langgestrekte hoeve met stal                      |                       |                                  | Halle                   | Berkemei 65         | 51° 14′ 42″ nord, 4° 39′ 16″ est | 14652               | Téléverser                                        |
| (nl) Dorpswoning                                       |                       |                                  | Halle                   | Driesheide 7        | 51° 14′ 29″ nord, 4° 38′ 18″ est | 14654               | Téléverser                                        |
| (nl) Pastorie                                          |                       |                                  | Halle                   | Halle-Dorp 20       | 51° 14′ 22″ nord, 4° 38′ 56″ est | 14655               | Téléverser                                        |
| (nl) Parochiekerk Sint-Martinus                        | Oui                   |                                  | Halle                   | Halle-Dorp          | 51° 14′ 22″ nord, 4° 38′ 52″ est | 14656               | Téléverser                                        |
| (nl) Schoolgebouw                                      |                       |                                  | Halle                   | Halle-Dorp          | 51° 14′ 22″ nord, 4° 38′ 45″ est | 14658               | Téléverser                                        |
| (nl) Gemeentehuis, nu bibliotheek                      |                       |                                  | Halle                   | Halle-Dorp 67       | 51° 14′ 26″ nord, 4° 38′ 42″ est | 14659               | Téléverser                                        |
| (nl) "Huis ten Halve", hoeve                           |                       |                                  | Halle                   | Halle-Velden 30     | 51° 13′ 38″ nord, 4° 38′ 56″ est | 14661               | Téléverser                                        |
| (nl) Hoeve                                             |                       |                                  | Halle                   | Halmolenweg 98      | 51° 13′ 42″ nord, 4° 38′ 13″ est | 14662               | Téléverser                                        |
| (nl) Woonstalhuisje, cafe "'t Heihoeveke"              |                       |                                  | Halle                   | Heidehoeven 12      | 51° 15′ 31″ nord, 4° 38′ 40″ est | 14663               | Téléverser                                        |
| (nl) Hoeve                                             |                       |                                  | Halle                   | Heidehoeven 14      | 51° 15′ 31″ nord, 4° 38′ 41″ est | 14664               | Téléverser                                        |
| (nl) Hoeve                                             |                       |                                  | Halle                   | Heidehoeven 13      | 51° 15′ 33″ nord, 4° 38′ 39″ est | 14665               | Téléverser                                        |
| (nl) Hoeve bij "Hallerhof"                             |                       |                                  | Halle                   | Kasteeldreef 52     | 51° 14′ 57″ nord, 4° 37′ 44″ est | 14666               | Téléverser                                        |
| (nl) Gemeentehuis, "Hallerhof"                         |                       |                                  | Halle                   | Kasteeldreef 52     | 51° 14′ 57″ nord, 4° 37′ 44″ est | 14667               | Téléverser                                        |
| (nl) Sint-Jozefkapel                                   |                       |                                  | Halle                   | Liefkenshoek        | 51° 14′ 19″ nord, 4° 37′ 46″ est | 14668               | Téléverser                                        |
| (nl) Hoeve                                             |                       |                                  | Halle                   | Liefkenshoek 91     | 51° 14′ 12″ nord, 4° 37′ 53″ est | 14669               | Téléverser                                        |
| (nl) "Liefkenshoeve", thans manege                     |                       |                                  | Halle                   | Liefkenshoek 102    | 51° 14′ 10″ nord, 4° 37′ 52″ est | 14670               | Téléverser                                        |
| (nl) Kapel Onze-Lieve-Vrouw van Bijstand               |                       |                                  | Halle                   | Sniederspad         | 51° 14′ 21″ nord, 4° 38′ 22″ est | 14671               | Téléverser                                        |
| (nl) Woonstalhuisje                                    |                       |                                  | Halle                   | Sniederspad 4       | 51° 14′ 23″ nord, 4° 38′ 37″ est | 14672               | Téléverser                                        |
| (nl) Parochiekerk Sint-Antonius                        |                       |                                  | Zoersel (Sint-Antonius) | Handelslei 23       | 51° 15′ 51″ nord, 4° 38′ 02″ est | 14674               | Téléverser                                        |
| (nl) Pastorie                                          | Oui                   |                                  | Zoersel (Sint-Antonius) | Handelslei 33       | 51° 15′ 53″ nord, 4° 38′ 04″ est | 14675               | Téléverser                                        |
| (nl) Dorpswoning                                       |                       |                                  | Zoersel (Sint-Antonius) | Handelslei 42       | 51° 15′ 50″ nord, 4° 38′ 04″ est | 14676               | Téléverser                                        |
| (nl) Rijhuis                                           |                       |                                  | Zoersel (Sint-Antonius) | Handelslei 118      | 51° 16′ 08″ nord, 4° 38′ 33″ est | 14677               | Téléverser                                        |
| (nl) "Bethanienhuis"                                   |                       |                                  | Zoersel (Sint-Antonius) | Handelslei 167      | 51° 16′ 14″ nord, 4° 38′ 36″ est | 14678               | Téléverser                                        |
| (nl) Galgehoeve, woning                                |                       |                                  | Zoersel (Sint-Antonius) | Handelslei 292      | 51° 16′ 15″ nord, 4° 38′ 49″ est | 14679               | Téléverser                                        |
| (nl) Depot-gebouw                                      |                       |                                  | Zoersel (Sint-Antonius) | Kapellei 52         | 51° 15′ 41″ nord, 4° 37′ 53″ est | 14680               | Téléverser                                        |
| (nl) Gesticht Joostens                                 |                       |                                  | Zoersel (Sint-Antonius) | Kapellei 133        | 51° 15′ 37″ nord, 4° 37′ 33″ est | 14681               | Téléverser                                        |
| (nl) Hoeve "Jeanne"                                    |                       |                                  | Zoersel (Sint-Antonius) | Kapellei 157        | 51° 15′ 28″ nord, 4° 37′ 21″ est | 14682               | Téléverser                                        |
| (nl) Dorpswoning                                       |                       |                                  | Zoersel (Sint-Antonius) | Processieweg 5      | 51° 15′ 51″ nord, 4° 38′ 08″ est | 14683               | Téléverser                                        |
| (nl) Dorpswoning                                       |                       |                                  | Zoersel (Sint-Antonius) | Processieweg 7      | 51° 15′ 51″ nord, 4° 38′ 08″ est | 14683               | Téléverser                                        |
| (nl) Jeugdherberg Gagelhof                             |                       |                                  | Zoersel                 | Gagelhoflaan 18     | 51° 16′ 03″ nord, 4° 40′ 30″ est | 61101               | Téléverser                                        |
| (nl) Spui                                              | Oui                   |                                  | Zoersel                 | Antwerpsedreef      | 51° 15′ 21″ nord, 4° 40′ 59″ est | 200447              | Téléverser                                        |
| (nl) Spui                                              | Oui                   |                                  | Zoersel                 | Boshuisweg          | 51° 15′ 21″ nord, 4° 40′ 59″ est | 200447              | Téléverser                                        |
| (nl) Spui                                              | Oui                   |                                  | Zoersel                 | Monnikendreef       | 51° 15′ 21″ nord, 4° 40′ 59″ est | 200447              | Téléverser                                        |
| (nl) Spui                                              | Oui                   |                                  | Zoersel                 | Schriekbos          | 51° 15′ 21″ nord, 4° 40′ 59″ est | 200447              | Téléverser                                        |